# Młódka
Młódka – w chowie drobiu: samica bezpośrednio przed rozpoczęciem nieśności, czyli w końcowej fazie wychowu i tuż po przeklasyfikowaniu stada na dorosłe.